# Штайнах (Ортенау)
Штайнах (нем. Steinach) — община в Германии, в земле Баден-Вюртемберг.
Подчиняется административному округу Фрайбург. Входит в состав района Ортенау. Население составляет 3940 человек (на 31 декабря 2010 года). Занимает площадь 33,33 км².